# Friesland (Wisconsin)
Friesland és una població dels Estats Units a l'estat de Wisconsin. Segons el cens del 2000 tenia 298 habitants.

## Demografia
Segons el cens del 2000, Friesland tenia 298 habitants, 109 habitatges, i 89 famílies. La densitat de població era de 111,7 habitants per km².
Dels 109 habitatges en un 36,7% hi vivien nens de menys de 18 anys, en un 75,2% hi vivien parelles casades, en un 5,5% dones solteres, i en un 18,3% no eren unitats familiars. En el 17,4% dels habitatges hi vivien persones soles el 9,2% de les quals corresponia a persones de 65 anys o més que vivien soles. El nombre mitjà de persones vivint en cada habitatge era de 2,73 i el nombre mitjà de persones que vivien en cada família era de 3,09.
Per edats la població es repartia de la següent manera: un 28,5% tenia menys de 18 anys, un 7,4% entre 18 i 24, un 27,5% entre 25 i 44, un 19,8% de 45 a 60 i un 16,8% 65 anys o més.
L'edat mediana era de 38 anys. Per cada 100 dones de 18 o més anys hi havia 99,1 homes.
La renda mediana per habitatge era de 42.500 $ i la renda mediana per família de 45.000 $. Els homes tenien una renda mediana de 34.063 $ mentre que les dones 20.000 $. La renda per capita de la població era de 17.035 $. Aproximadament l'1% de les famílies i l'1,5% de la població estaven per davall del llindar de pobresa.

## Poblacions més properes
El següent diagrama mostra les poblacions més properes.